# Yamaha MT-10 SP 2022
Yamaha MT-10 SP 2022 — мотоцикл, оснащений підвіскою Öhlins з електронним керуванням, виготовлений японським виробником мотоциклів Yamaha у їхній серії мотоциклів MT Моделі SP.

## Характеристики
- Електронна підвіска Öhlins 2-го покоління
- 3-компонентний кожух
- Плетені гальмівні шланги
- Спеціальний колір Icon Performance

- Радіальний гальмівний циліндр Brembo

- Двигун CP4 об'ємом 998 куб. см, який відповідає стандарту EU5
- Дросельна заслінка із системою APSG та вибором режимів подачі потужності
- Титанова вихлопна труба
- Система квікшифтер для швидкого перемикання передач Quick Shift
- 6-осьовий блок IMU
- 4,2-дюймовий TFT-дисплей із можливістю вибору режиму їзди
- Круїз-контроль і обмежувач швидкості

## Двигун
- Тип двигуна: EURO5, 4-stroke, Liquid-cooled, 4-Cylinder, DOHC
- Робочий об'єм: 998 куб. см
- Діаметр циліндра × хід поршня: 79,0 × 50,9 мм
- Ступінь стиснення: 12,0 : 1
- Максимальна потужність: 122,0 кВт (165,9 PS) при 11 500 об/хв
- Максимальний крутний момент: 112,0 Н·м (11,4 kg-m) при 9000 об/хв
- Система змащування: Wet sump
- Тип зчеплення: Wet, Multiple Disc
- Система запалювання: TCI
- Система запуску: Electric
- Трансмісія: Constant Mesh, 6-speed
- Головна передача: Chain
- Витрати палива: 6,83 л/100 км
- Викиди CO2: 159 г/км

## Шасі
- Рама: Diamond
- Кут затвора: 24º
- Трейл: 102 мм
- Система передньої підвіски: Telescopic fork
- Система задньої підвіски: link suspension, Swingarm
- Хід передньї підвіски: 120 мм
- Хід задньої підвіски: 120 мм
- Передні гальма: Hydraulic dual disc brake, Ø 320 мм
- Задні гальма: Hydraulic single disc brake, Ø 220 мм
- Передня шина: 120/70 ZR17M/C (58W) Tubeless
- Задня шина: 190/55 ZR17M/C (75W) Tubeless

## Габарити
- Загальна довжина: 2100 мм
- Загальна ширина: 800 мм
- Загальна висота: 1165 мм
- Висота сидіння: 835 мм
- Колісна база: 1405 мм
- Мінімальний дорожній просвіт: 135 мм
- Споряджена вага (повна заправка масла та палива): 214 кг
- Ємність паливного бака: 17 л
- Об'єм масляного бака: 4,90 л